# Хорватская партия пенсионеров
Хорватская партия пенсионеров, ХПП (хорв. Hrvatska stranka umirovljenika, HSU) — хорватская центристская политическая партия, деятельность которой направлена на защиту интересов хорватских пенсионеров. Её официальные цвета — голубой, красный и белый. Партию ныне возглавляет Силвано Хреля.
В начале существования партии её мало кто воспринимал всерьез, а многие комментаторы предполагали, что конечной целью ХПП было отобрать голоса пенсионеров у обновленной СДП и тем самым помочь правящей ХДС остаться у власти. Однако партия постепенно выстроила свою организационную структуру по всей стране и медленно наращивала свою популярность в связи с тем, что и ХДС, и левоцентристский кабинет Ивицы Рачан отказались выполнять приговор Конституционного суда, которым правительство обязывалось выплатить пенсии, в выплате которых было отказано в начале 1990-х.
На хорватских парламентских выборах 2003 года партия получила 4,0 % голосов избирателей и 3 из 151 места, тем самым впервые попав в парламент. Это было самым большим сюрпризом выборов ввиду очень малого использования рекламы и агитации для продвижения партии. В 3 избирательных округах она получила более 5 % голосов, а в 4 — от 4 % до 5 % голосов.
После выборов ХПП согласилась поддержать Иво Санадера как нового премьер-министра и обеспечила необходимое количество голосов для ХДС и её союзников, чтобы сформировать большинство в хорватском парламенте. Эта фактическая коалиция оставалась в силе, несмотря на то, что ХПП поддержала Стипе Месича против кандидата от ХДС Ядранки Косор на президентских выборах в 2005 году. Правительство ХДС разработало схему погашения древней задолженности по пенсиям.
ХПП завоевала печальную славу после местных и региональных выборов в мае 2005 года, когда многие её члены были избраны по левоцентристским избирательным спискам только для того, чтобы поддерживать ХДС и правые партии при формировании коалиционных правительств.
На хорватских парламентских выборах 2007 г. партия получила 101 091 голос, или 4,1 % голосов, но на этот раз «избирательная математика» (метод д'Ондта) позволила получить только одного представителя в парламенте, Силвано Хреля. ХПП продолжала поддерживать правительство Иво Санадера, который в свою очередь продолжал проводить пенсионную политику, согласовывалась с видением ХПП.
Новый пенсионный вопрос возник тогда, когда те, кто недавно вышел на пенсию, стали получать пенсии, рассчитанные Министерством финансов по новой формуле (именуемой в местных средствах массовой информации «швейцарской формулой»). ХПП настаивала, чтобы эти новые пенсии были перечислены так, чтобы выровнять их со старыми.
В 2009 году экономический кризис привел к тому, что правительство Ядранки Косор начало переговоры о дополнительном кризисном налогообложении, и после ссоры с министром финансов Иваном Шукером ХПП отозвала свою поддержку этому правительству.